# Vườn quốc gia Campo de los Alisos
Vườn quốc gia Campo de los Alisos (Tây Ban Nha: Parque Nacional Campo de los Alisos) là một vườn quốc gia nằm tại tỉnh Tucumán, Argentina. Được thành lập vào ngày 9 tháng 8 năm 1995, nó chứa một mẫu đại diện cho khu vực đa dạng sinh học của vùng rừng núi phía nam Yungas.
Nằm ở Chicligasta, trên sườn phía đông của dãy Nevados del Aconquija, vườn quốc gia này có diện tích 10.661 ha (106,61 km2). Các ngọn núi của Aconquija là phần mở rộng phía nam của thung lũng Calchaquíes, tăng lên từ đồng bằng Gran Chaco. Lượng mưa hàng năm ở đây dao động từ 100–200 mm (3,9–7,9 in)
Động thực vật có số lượng đáng kể có mặt tại các khu vực có độ cao khác nhau, từ một khu rừng đồi núi thấp tới những ngọn núi phủ đầy tuyết ở độ cao 5.000 m (16.000 ft).